# Alfabeto manciù

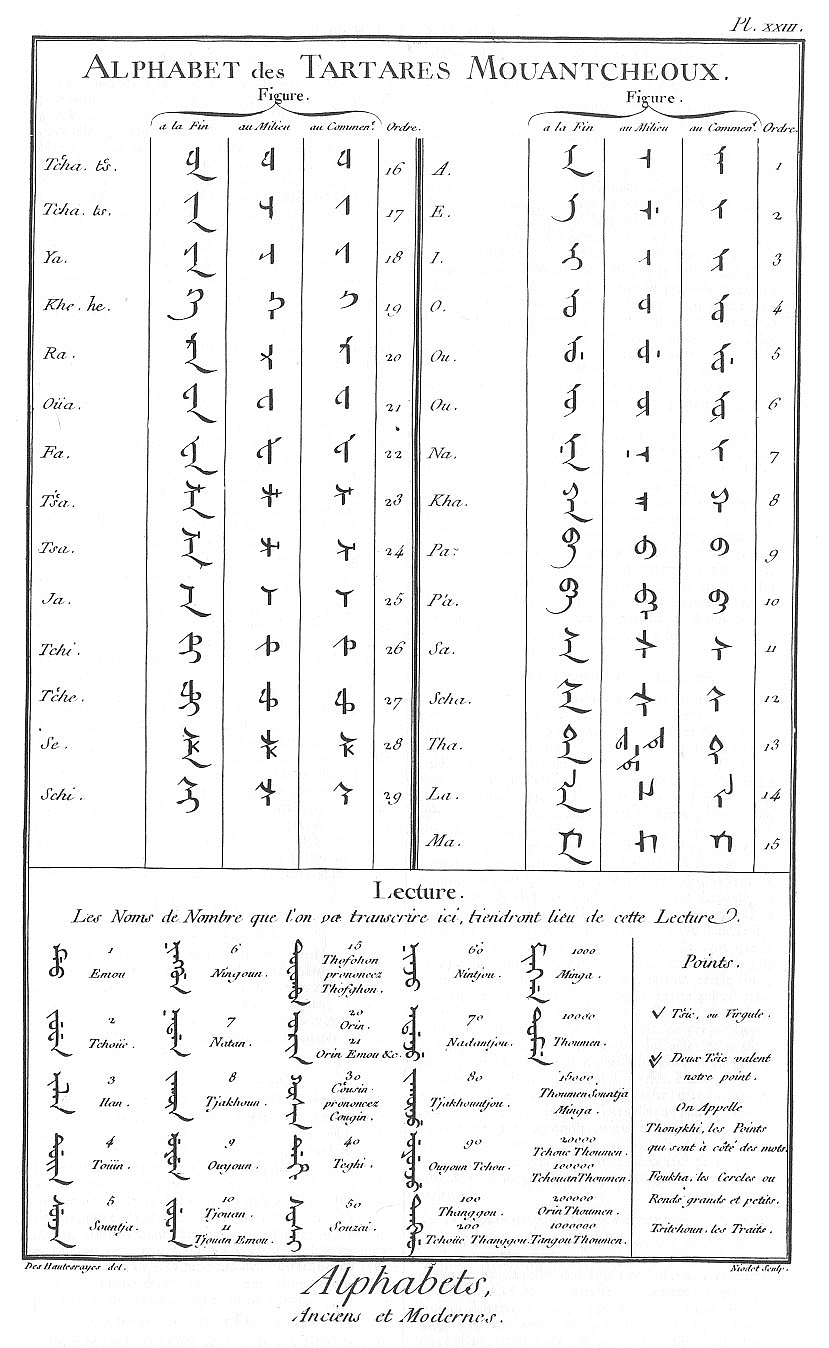
L'alfabeto manciù. Tavola di Michel-Ange-André Le Roux (XVIII° secolo) per l'Encyclopédie di Diderot.

L'alfabeto manciù (mancese: ᠮᠠᠨ᠋ᠵᡠ
ᡥᡝᡵᡤᡝᠨ, manju gisun) è un alfabeto che venne derivato, a partire dal 1599, dal mongolo bichig, la scrittura tradizionale mongola (a sua volta derivata dall'alfabeto uiguro), per rappresentare foneticamente la lingua mancese, da parte dei governanti cinesi della dinastia Qing.
La scrittura del mancese procede dall'alto verso il basso.

La parola “Manciù” in alfabeto Manciù.

## Storia
I Manciù non possedevano una scrittura, fino al XVII secolo, e di conseguenza non avevano neppure libri.
Nel 1599 l'imperatore Nurhaci decise che era necessario avere un alfabeto per poter tramandare ai posteri la storia e le imprese dei Manciù. Si decise di utilizzare l'alfabeto mongolo. Vennero nominati due consiglieri: Erdeni e G'ag'ai, che cercarono di adattare l'alfabeto mongolo alla lingua manciù. La scrittura risultante venne denominata tongki fuka akū hergen ("scrittura senza punti e cerchi").
Nel 1632 l'imperatore Huang Taiji, figlio e successore di Nurhaci, incaricò un sapiente di nome Takhai (o Dahai) di semplificare l'alfabeto ed eliminarne parecchie ambiguità  dovute alle differenze presenti tra il mongolo ed il manciù: ad esempio, le lettere iniziali k, g e h vennero distinte mediante segni diacritici ed i gruppi sillabici, molto numerosi, vennero ridotti a 24 caratteri primitivi: 6 vocali e 18 consonanti. Con questa scrittura vennero tradotti in mancese la maggior parte dei libri cinesi.

## Uso moderno
L'alfabeto viene ancora utilizzato, ai nostri giorni, in Manciuria (Cina) da poche decine di persone.
Se ne trovano egualmente le tracce sui monumenti che datano dell'epoca Qing, diffusi in tutto il paese, insieme ad iscrizioni tibetane,  mongolo bichig, uigure e, ovviamente, hanzi del gruppo etnico Han, maggioritario in Cina.

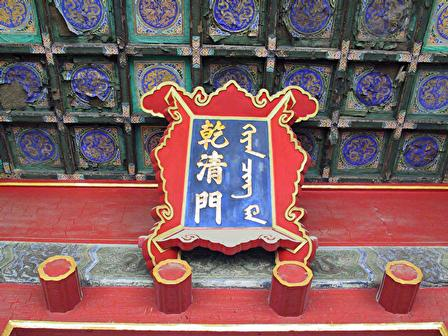
Iscrizione in Cinese (sinistra) e Manciù (destra) nella Città Proibita di Pechino